# Isabelle a les yeux bleus
Isabelle a les yeux bleus est une chanson satirique du trio comique Les Inconnus, sortie en 1990,.

## Contexte et composition
La chanson est une parodie du titre Partenaire Particulier, un single du groupe new wave français Partenaire Particulier, mais en prenant le look et les attitudes des membres du groupe Indochine.
Le groupe Indochine reprendra lui-même le titre, dans l'émission de Patrick Sébastien, Sébastien c'est fou ! du 4 mai 1991.

## Clip
La chanson a fait l'objet d'un clip vidéo, réalisé par Massimo Manganaro et Jean-Paul Jaud, avec une mise en scène de Jacques Descombes.
Dans ce clip, Les Inconnus interprètent les rôles des membres d'un groupe de new wave française. Le clip est entrecoupé d'extraits d'une interview du groupe, où ces derniers expliquent la thématique de la chanson et leurs inspirations.
À la fin du clip, le claviériste du groupe (interprété par Didier Bourdon) annonce leur prochain titre, selon lui un « nouveau son » qui « n'a rien à voir », intitulé Gwendoline a les yeux verts ; un extrait de ce nouveau titre apparaît à la toute fin du clip, qui se révèle être exactement la même musique.